# Slavia Orthodoxa
Slavia Orthodoxa је име књижевне заједнице православних јужних и источних Словена од 9. века до почетка новог доба (међу Чесиима и Пољацима све до XII века). 
Појам је 1958. године увео италијански слависта Рикардо Пикио, а усвојили су га многи савремени слависти. Паралелно са Slavia Orthodoxa, постојала је заједничка Slavia Romana, која је укључивала западни и део јужних словена. 